# Mieczysław Rakowski
Mieczysław Franciszek Rakowski (Kowalewko, 1 de dezembro de 1926 – Varsóvia, 8 de novembro de 2008) foi um político comunista e jornalista polaco. Também serviu como um oficial do Exército Polonês entre 1945 e 1949. Foi primeiro-ministro da Polônia de 27 de setembro de 1988 a 2 de agosto de 1989.

## Carreira
Rakowski nasceu em uma família de camponeses, operou um torno quando adolescente. Ele serviu como oficial do Exército do Povo Polonês de 1945 a 1949. Ele começou sua carreira política em 1946 como membro do Partido dos Trabalhadores Poloneses e, de 1948 a 1990, foi membro do Partido Comunista dos Trabalhadores Poloneses (PZPR), atuando em seu Comitê Central de 1975 a 1990.
Ele recebeu um doutorado em história do Instituto de Ciências Sociais de Varsóvia em 1956. Rakowski serviu como o penúltimo primeiro-ministro comunista da Polônia de setembro de 1988 a agosto de 1989 (Czesław Kiszczak então serviu menos de um mês como o último comunista a ocupar o cargo, antes da ascensão de Tadeusz Mazowiecki). Foi o último primeiro secretário do PZPR de julho de 1989 a janeiro de 1990. No entanto, não era, ao contrário de seus predecessores, o líder de fato do país; o PZPR havia renunciado ao monopólio do poder no início de 1989.
Rakowski também era conhecido como um dos fundadores e, de 1958 a 1982, primeiro vice e depois editor-chefe do semanário Polityka, uma das publicações mais influentes da época (Polityka continua a existir e é considerada a mais prestigioso semanário na Polónia). Hoje, algumas pessoas ainda se lembram dele como jornalista e editor, em vez de político.
Rakowski esteve envolvido no governo comunista durante a supressão do movimento Solidariedade. Ele também desempenhou um papel na transformação polonesa de socialismo de estado para capitalismo de mercado, já que seu governo liderado pelos comunistas foi forçado a fazer reformas e ele foi um dos principais participantes dos acordos de mesa redonda poloneses.
Antes de se tornar primeiro-ministro, ele havia se divorciado da violinista Wanda Wiłkomirska, com quem teve dois filhos.
Ele morreu em 8 de novembro de 2008 de câncer, em Varsóvia, aos 81 anos de idade.